# Lidérchangyaformák

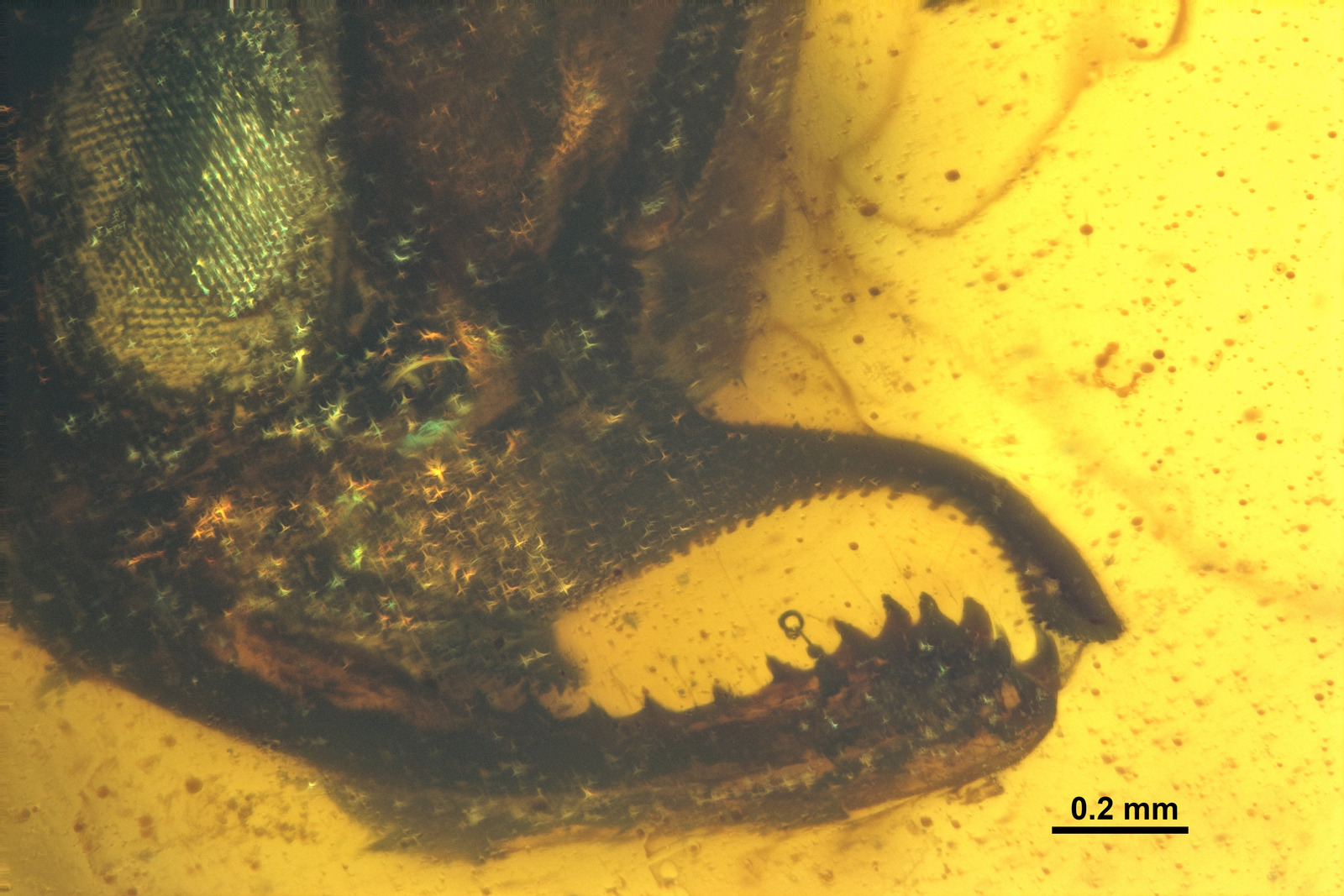
Chonidris insolita szájszerve

A lidérchangyaformák (Haidomyrmecinae) a hártyásszárnyúak (Hymenoptera) fullánkosdarázs-alkatúak (Apocrita) alrendjébe sorolt hangyák (Formicidae) családjának egyik kihalt alcsaládja (Csathó et al.) kilenc nem 13 ismert fajával. Egyes taxonómusok lidérchangya-rokonúak (Haidomyrmecini) néven a kihalt †Sphecomyrminae alcsalád nemzetségének tekintik.

## Származásuk, elterjedésük
A leletek többségét a kréta időszak albai korszakában, bő 100 millió éve Burmában keletkezett borostyánok rejtik. Egy másik csoportjukat nagyjából ezekkel egykorú franciaországi, a harmadik csoportot körülbelül 80 millió éves kanadai borostyánokban találták (Alberta tartományban).

## Megjelenésük, felépítésük
A hangyák recens csoportjaitól markánsan megkülönbözteti őket a nagy és különösen éles mandibulákkal felfegyverzett és ezért szokatlan formájú fejük.
További különös ismertetőjegyük, hogy szternális mirigyük teljesen visszafejlődött; hiányzik.

## Ismert nemek és fajok
- Aquilomyrmex Perrichot et al., 2020
  - A. huangi  Perrichot et al., 2020
- Ceratomyrmex Perrichot, Wang & Engel, 2016
  - Ce. ellenbergeri Perrichot, Wang & Engel, 2016
- Chonidris Perrichot et al., 2020
  - Ch. insolita Perrichot et al., 2020
- Dhagnathos Perrichot et al., 2020
  - Dh. autokrator Perrichot et al., 2020
- Dilobops Lattke & Melo, 2020
  - Di. bidentata Lattke & Melo, 2020
- lidérchangya (Haidomyrmex) Dlussky, 1996
  - Hx. cerberus Dlussky, 1996
  - Hx. scimitarus Barden & Grimaldi, 2012
  - Hx. zigrasi Barden & Grimaldi, 2012
- Haidomyrmodes Perrichot et al., 2008
  - Hs. mammuthus  Perrichot et al., 2008
- Haidoterminus McKellar, Glasier & Engel, 2013
  - Ht. cippus McKellar, Glasier & Engel, 2013
- Linguamyrmex Barden & Grimaldi, 2017
  - L. brevicornis Perrichot et al., 2020
  - L. rhinocerus Miao & Wang, 2019
  - L. vladi Barden & Grimaldi, 2017
- Protoceratomyrmex Perrichot et al., 2020
  - P. revelatus Perrichot et al., 2020

## Fordítás
Ez a szócikk részben vagy egészben  a   Haidomyrmecinae című angol Wikipédia-szócikk ezen változatának fordításán alapul.  Az eredeti cikk szerkesztőit annak laptörténete sorolja fel. Ez a jelzés csupán a megfogalmazás eredetét és a szerzői jogokat jelzi, nem szolgál a cikkben szereplő információk forrásmegjelöléseként.